# Synagoge Mehring (Mosel)
Die Synagoge in Mehring wurde vor 1883 in der Kirchstraße 16 in einem Gebäude aus dem 18. Jahrhundert eingerichtet. 1933 wurde sie aufgegeben und ging 1936 in den Besitz der Gemeinde Mehring über. Nach dem Krieg diente das Gebäude als Pfarrbücherei, bevor es im Jahr 2000 verkauft und zu einem Wohnhaus umgebaut wurde.

## Synagoge
Die Synagoge wurde vor 1883 in einem aus dem 18. Jahrhundert stammenden Gebäude neben dem Pfarrhaus eingerichtet. Im Erdgeschoss war der Betsaal untergebracht und im Obergeschoss die Räume der Religionsschule. Jede Etage verfügte über zwei Fenster. Die Synagoge wurde im Jahr 1933 aufgegeben und 1936 an die Gemeinde verkauft. Obwohl 1938 schon nicht mehr als Synagoge genutzt, soll das Gebäude während der Novemberpogrome 1938 Ziel von Vandalismus gewesen sein. Bis Kriegsende diente es als Kindergarten. Nach dem Krieg war die Pfarrbücherei darin untergebracht. Im Jahr 2000 wurde die ehemalige Synagoge an einen Privatmann verkauft, der das Gebäude zu einem Wohnhaus umbaute, das noch heute genutzt wird.

## Jüdische Gemeinde Mehring
Eine erste Erwähnung einer in Mehring wohnenden jüdischen Familie stammt aus dem Jahr 1663. Bis Ende des 19. Jahrhunderts stieg die Zahl der Mitglieder der jüdischen Gemeinschaft in Mehring, zu der auch die jüdischen Einwohner von Fell, Schleich und Longuich gehörten, an und erreichte 1885 mit 57 Mitgliedern ihren höchsten Stand.  Mit Beginn des 19. Jahrhunderts setzte dann eine Abwanderung der Mitglieder der jüdischen Gemeinde in die Städte ein. 1933 zählte die jüdische Gemeinschaft nur noch 14 Mitglieder. Da das, für die Durchführung eines Gottesdienstes erforderliche Minjan nicht mehr gebildet werden konnte, wurde die Synagoge geschlossen.  Bis Ende 1938 verließen die noch verbliebenen Mitglieder der jüdischen Gemeinde Mehring. Als Einrichtungen stand der jüdischen Gemeinde eine Mikwe und eine Religionsschule zur Verfügung. Die Verstorbenen wurden auf dem jüdischen Friedhof in Mehring bestattet.

### Entwicklung der jüdischen Einwohnerzahl
| Jahr | Juden | Jüdische Familien |
| ---- | ----- | ----------------- |
| 1663 |       | 1                 |
| 1808 | 10    |                   |
| 1843 | 28    |                   |
| 1885 | 57    |                   |
| 1895 | 36    |                   |
| 1913 | 37    |                   |
| 1925 | 24    |                   |
| 1932 | 30    |                   |
| 1933 | 14    |                   |

Quelle: alemannia-judaica.de; jüdische-gemeinden.de; Hermann Erschens: Juden in Mehring
Laut dem Gedenkbuch – Opfer der Verfolgung der Juden unter der nationalsozialistischen Gewaltherrschaft 1933–1945 und der Zentralen Datenbank der Namen der Holocaustopfer von Yad Vashem wurden 18 Mitglieder der jüdischen Gemeinschaft Mehring (die dort geboren wurden oder zeitweise lebten) während der Zeit des Nationalsozialismus ermordet.